# Hiéroglyphe égyptien G11
Le faucon couché, en hiéroglyphes égyptiens, est classifié dans la section G « Oiseaux » de la liste de Gardiner ; il y est noté G11. 

## Représentation
Il représente un faucon pèlerin (Falco peregrinus) couché (dieu Hemen ?). 

## Utilisation
| a · S | m | G11 |

| a · S | m | G11 |

| V7 · n | b | t · G11 |

| V7 · n | b | t · G11 |

| V7 · n | b | t · G11 |

| V7 · n | b | t · G11 |

| G12 |

| G12 |